# آلفرد پلانا
آلفرد پلانا (انگلیسی: Alfred Planas؛ زادهٔ ۱۵ فوریهٔ ۱۹۹۶)  بازیکن فوتبال اهل اسپانیا است که در پست وینگر و هافبک هجومی بازی میکند.